# Петренко Мефодій Самойлович
Мефо́дій Самі́йлович Петре́нко (20 червня 1888 , Комарівка, Канівський повіт, Київська губернія, Російська імперія  — невідомо ) — український радянський військовий та політичний діяч. Депутат Верховної Ради УРСР 1-го скликання (1938–1947).

## Біографія
Народився 20 червня 1888 року в багатодітній родині селянина-бідняка в селі Комарівка, тепер Корсунь-Шевченківський район, Черкаська область, Україна. Закінчив початкову сільську школу. З 11 років почав працювати в наймах. 1905 року переїхав до Кривого Рогу, працював на місцевих копальнях робітником-ремонтником залізничних гілок, відкатником, погонником.
У вересні 1905 року переїхав до  Катеринослава, де почав працювати слюсарем на Брянському заводі. У жовтні брав участь у загальному політичному страйку, після чого, щоб уникнути арешту, переїхав до Одеси, а потім до Севастополя, де влаштувався слюсарем на Севморзавод.
У квітні 1907 року за участь у черговому страйку та революційну діяльність був заарештований та ув'язнений у Севастопольську тюрму, 1908 року виїзною сесією Одеського військово-польового суду, як неповнолітній, засуджений до 10 років каторги. Каторгу відбував у Миколаївській каторжній в'язниці, декілька років перебував у одній камері з Михайлом Фрунзе. 
Після лютневої революції 1917 року звільнений, поїхав до Києва. 
Член РСДРП(б) з березня 1917 року.
Вів партійну роботу, у січні 1918 року брав участь у повстанні на заводі «Арсенал». У 1918 році у складі Таращанського партизанського загону брав участь у боях проти німців та гетьманців. Протягом лютого-серпня 1919 року — заступник військового комісара Києва та Київського повіту.
У вересні-грудні 1919 року — комісар піхоти Тульського укріпрайону, комісар 5-ї окремої Тульської стрілецької бригади на Південному фронті.
У січні 1920 року — квітні 1921 року — військовий комісар Києва. У квітні 1921 — грудні 1922 року — Таращанський військовий комісар, командир загону по боротьбі з бандитизмом. У грудні 1922 — липні 1923 року — військовий комісар Бердичівської округи. У липні 1923 — травні 1924 року — комісар Управління артилерії та броньованих військ штабу Збройних сил Української СРР.
У травні 1924 — вересні 1925 року — комісар військовогосподарської комісії Українського військового округу.
У вересні 1925 — червні 1926 року — слухач річних Вищих партійних курсів при ЦК КП(б)У.
У червні 1926 року демобілізований та призначений заступником управляючого Укрспиртотресту, з 1929 року — управляючий Укрпостачу в Києві. З червня 1932 року — начальник постачання тресту «Коксохіммонтаж» у Харкові. 
З лютого 1932 року знову мобілізований та призначений на посаду начальника оборонного сектора Київського обласного виконавчого комітету.
На 17 лютого 1936 року — начальник інспекції тилового забезпечення Київського військового округу, бригадний комісар. З 1937 року — відповідальний секретар Окружної партійної комісії Київського військового округу.
26 червня 1938 року обраний депутатом Верховної Ради УРСР 1-го скликання по Миколаївській другій виборчій окрузі № 128 Миколаївської області.
У жовтні 1938 — серпні 1939 року — у розпорядженні Головного управління кадрів Червоної армії. У серпні 1939 року призначений начальником постачання Приволзького військового округу, на червень 1940 року — начальник постачання Прикарпатського військового округу.
З листопада 1941 року — заступник начальника постачання Забайкальського військового округу.
З вересня 1943 року — заступник Постійного представника (виконувач обов'язків Постійного представника УРСР при Уряді СРСР) у Москві, з листопада 1944 року — заступник Постійного представника УРСР при Уряді СРСР.

## Нагороди
- орден Червоного Прапора
- медаль «XX років РСЧА»